# O-Hum
O-Hum ist eine iranische Rockband aus Teheran. Sie zählt zu den Vorreitern der modernen iranischen Rockmusik. In ihren Texten verwendet sie die Werke der persischen Dichter Hafis und Rumi.

## Geschichte
O-Hum wurde 1998 in Teheran von Sänger und Songwriter Shahram Sharbaf, Gitarrist Shahrokh Izadkhah und Bassist Babak Riahipour gegründet. Die Band nahm erste Demos auf und veröffentlichte die Single „Darvish“. Verschiedene Plattenlabel wurden auf die Band aufmerksam. Im Sommer 1999 nahm O-Hum das erste Album Nahal-e Heyrat auf. Nachdem die iranischen Behörden aufgrund des Musikstils die Veröffentlichung des Albums dreimal ablehnten, ging die Bandwebsite online, auf der das Debütalbum zum kostenlosen Download angeboten wurde. Das Album wurde vielfach abgerufen und verschaffte der Band einen beachtlichen Fankreis. Im Februar 2002 wurde mit Hafez Ashegh Ast das nächste Album der Band zum Download angeboten. Nachdem Anfang 2003 Gitarrist Shahrokh Izadkhah und Bassist Babak Riahipour die Band verließen, rekrutierte Shahram Sharbaf eine Live-Band, mit der O-Hum Auftritte in u. a. in Deutschland absolvierte. Shahrokh Izadkhah kehrte 2005 in die Band zurück, neuer Bassist wurde Kasrā Saboktakin von der gerade aufgelösten Band Barad und mit Kasra Ebrahimi war ein fester Schlagzeuger im Line-up. In dieser Besetzung nahm die Band ihr internationales Debüt Aloodeh auf, das Ende 2005 beim kanadischen Independentlabel Bamahang Productions erschien.
2006 folgten weitere Auftritte in Europa, u. a. in Amsterdam und wieder in Deutschland. Nach Streitigkeiten zwischen der Band und dem Plattenlabel trennten sich beide. Die für Sommer 2007 angekündigte Veröffentlichung des Remix-Albums E-Hum verschob sich bis 2009. Darauf bot die Band alte Stücke in elektronischer Überarbeitung. Shahram Sharbaf verwendete dafür Elemente aus House, Ambient und Hip-Hop. Shahram Sharbaf gab 2008 einige Konzerte in Berlin mit verschiedenen Gastmusikern und betätigte sich als Musikproduzent. Seit 2009 sind Shahram Sharbaf und Shahrokh Izadkhah die einzigen konstanten Mitglieder. 2010 absolvierte das Duo einige Shows in Europa, bei denen sie das Remix-Album E-Hum spielten. O-Hum tritt seit 2011 regelmäßig und überwiegend in Teheran auf.

## Stil
O-Hum spielt Rockmusik mit Elementen der iranischen Folklore. Auf den Alben sind verschiedene traditionelle Instrumente zu hören, z. B. eine Setar, eine Tar, eine Kamantsche und eine Daf. Diese wurden meist durch bekannte iranische Studiomusiker eingespielt. Verbunden wurde die Musik bereits von Anfang an mit elektronischen Klangeffekten. Die Texte sind der Lyrik der persischen Dichter Hafes und Rumi entlehnt.

## Diskografie
- 1999: Nahal-e Heyrat (Download)
- 2001: Hafez Ashegh Ast (Download)
- 2005: Aloodeh (Bamahang Productions)
- 2009: E-Hum: O-Hum Remixes 1999–2009 (Selbstvertrieb)
- 2014: O Hum Dar Azadi (O-Hum Music Productions)
- 2022: Shatt-e Sharab (O-Hum Music Productions)
- 2024: 25th Anniversary (Live-Album)'